# Антоніо Маседа
Антоніо Маседа Франсес (ісп. Antonio Maceda Francés, нар. 16 травня 1957, Сагунт, Іспанія) — іспанський футболіст, що грав на позиції захисника. По завершенні ігрової кар'єри — тренер.
Виступав, зокрема, за клуби «Спортінг» (Хіхон) та «Реал Мадрид», а також національну збірну Іспанії.

## Клубна кар'єра
У дорослому футболі дебютував 1974 року виступами за команду клубу «Спортінг Б» (Хіхон), в якій провів три сезони. 
1977 року був переведений до першої команди «Спортінга». Відіграв за клуб з Хіхона наступні вісім сезонів своєї ігрової кар'єри. Більшість часу, проведеного у складі хіхонського «Спортінга», був основним гравцем захисту команди.
1985 року перейшов до клубу «Реал Мадрид», за який відіграв 4 сезони. Завершив професійну кар'єру футболіста виступами за цю ж команду в 1989 році.

## Виступи за збірні
Протягом 1977–1982 років залучався до складу молодіжної збірної Іспанії. На молодіжному рівні зіграв у 2 офіційних матчах.
1981 року дебютував в офіційних матчах у складі національної збірної Іспанії. Протягом кар'єри у національній команді, яка тривала 6 років, провів у формі головної команди країни 36 матчів, забивши 8 голів.
У складі збірної був учасником чемпіонату світу 1982 року в Іспанії, чемпіонату Європи 1984 року у Франції, де разом з командою здобув «срібло» та чемпіонату світу 1986 року у Мексиці.

## Кар'єра тренера
Розпочав тренерську кар'єру 1996 року, очоливши тренерський штаб клубу «Бадахос».
1997 року став головним тренером команди «Спортінг» (Хіхон),  який тренував один рік.
Протягом тренерської кар'єри також очолював команду клубу «Компостела».
2002 року вдруге очолив «Спортінг» (Хіхон), головним тренером команди якого був до 2003 року.

## Титулі і досягнення
- Віце-чемпіон Європи: 1984

«Реал» Мадрид
- Ла-Ліга (3): 1985–86, 1986–87, 1987–88
- Кубок УЄФА (1): 1985–86